# Міхаела Берку
Міхаела Берку (івр. מיכאלה ברקו; нар.. 31 березня 1967 року) — румунсько-ізраїльська модель, акторка і телеведуча.

## Юність
Міхаела Берку народилася в Тель-Авіві єдиною дитиною в родині іммігрантів з Румунії. Її батько родом з Бухареста, а мати родом з Тімішоари. Берку говорить румунською та угорською мовами. Має румунське громадянство.

## Кар'єра
Міхаела почала кар'єру моделі у 13 років того дня, коли мати взяла її з собою до модного фотографа Менахема Оза. Пізніше Берку підписала контракт з агентством Elite Model Management.
У 1988 році Берку з'явилася на обкладинці листопадового американського Vogue в прикрашеною дорогоцінним камінням футболці від Christian Lacroix і вицвілих джинсах. Знімок був зроблений на вулиці при природному денному освітленні. Це була перша обкладинка від Анни Вінтур з тих пір, як вона стала головною редакторкою журналу, цей знімок означав відмову від формальних, традиційних обкладинок, яких дотримувалася її попередниця Грейс Мірабелла. Так само на обкладинці вперше була показана модель в джинсах. Берку була першою ізраїльською моделлю, яка з'явилася на обкладинці американського Vogue. Пізніше Берку з'явиться на обкладинках французької, італійської, німецької та австралійського Vogue, а так само на американських, британських, іспанських, німецьких і шведських обкладинках Elle, Mademoiselle, l'officiel, Madame Figaro, Glamour, і Cosmopolitan. У 1990 році Міхаела демонструвала купальники в журналі Sports Illustrated.
Міхаела Берку співпрацювала з такими брендами, як Blumarine, DKNY, Joseph, Andrew Marc, Rochas, Laurèl, CP Shades, Lord &amp; Taylor, Bloomingdales,L'oreal, і Revlon.
У 1992 році Берку спробувала себе як акторку у фільмі Дракула поряд з такими акторами, як Гері Олдман, Кіану Рівз і Моніка Белуччі.
У 1994 році вона залишила кар'єру моделі після одруження, але в 1999 році повернулася в модельний бізнес, щоб рекламувати одяг plus-size.
Міхаела Берку одружена з бізнесменом Роном Цукерманом. Народила четверо дітей.